# Paseos de la Providencia Fraccionamiento
Paseos de la Providencia Fraccionamiento är en ort i Mexiko.   Den ligger i kommunen San Francisco de los Romo och delstaten Aguascalientes, i den centrala delen av landet, 400 km nordväst om huvudstaden Mexico City. Paseos de la Providencia Fraccionamiento ligger 1 904 meter över havet och antalet invånare är 1 867.
Terrängen runt Paseos de la Providencia Fraccionamiento är huvudsakligen platt, men västerut är den kuperad. Runt Paseos de la Providencia Fraccionamiento är det tätbefolkat, med 459 invånare per kvadratkilometer. Närmaste större samhälle är Aguascalientes, 15,8 km söder om Paseos de la Providencia Fraccionamiento. Trakten runt Paseos de la Providencia Fraccionamiento består till största delen av jordbruksmark.